# Juliette Haigh

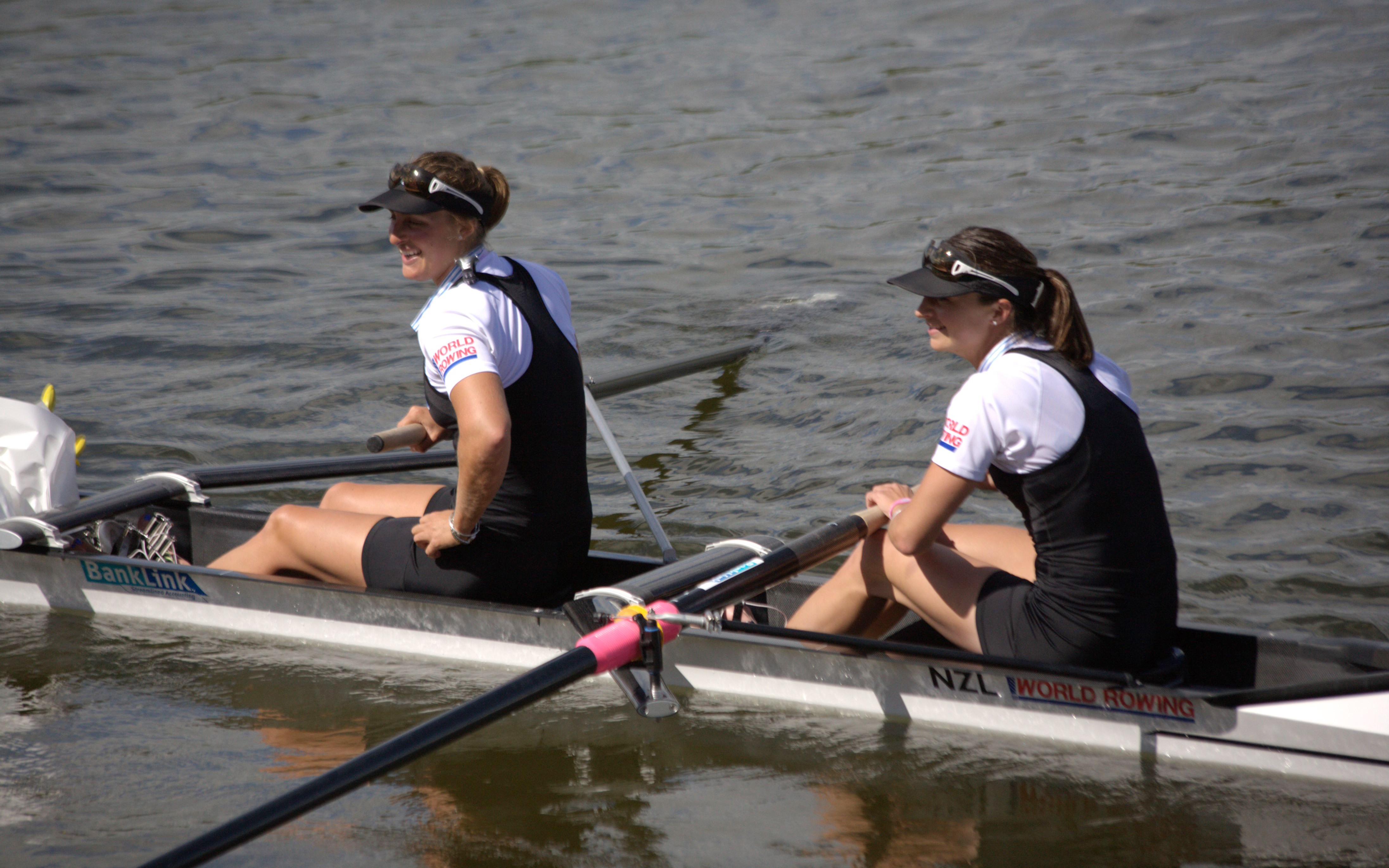
Rebecca Scown und Juliette Haigh (2010)

Juliette Anne Haigh (Ehename Juliette Drysdale; * 4. August 1982 in Auckland) ist eine ehemalige neuseeländische Ruderin. Sie gewann 2010 und 2011 zusammen mit Rebecca Scown den Weltmeistertitel im Zweier ohne Steuerfrau.
Haigh, die 1996 mit dem Rudern begann, nahm 2004 in Athen zusammen mit Nicola Coles an der olympischen Regatta teil und belegte den sechsten Platz. 2005 siegten die beiden Neuseeländerinnen bei den Weltcups in München und Luzern und sie gewannen auch den Titel bei den Ruder-Weltmeisterschaften 2005 in Japan. 2006 war der vierte Platz in Luzern das beste Weltcup-Ergebnis der beiden, bei den Ruder-Weltmeisterschaften 2006 in Eton belegten sie den zweiten Platz hinter den Kanadierinnen Darcy Marquardt und Jane Rumball. 2007 siegten Haigh und Coles beim Weltcup in Luzern, erreichten aber bei den Ruder-Weltmeisterschaften 2007 in München nur den fünften Platz. Ein Jahr später belegten die beiden auch bei den Olympischen Spielen in Peking den fünften Platz.
Nach einem Jahr Pause kehrte Juliette Haigh 2010 mit der neuen Partnerin Rebecca Scown in den Weltcup zurück und die beiden siegten auf Anhieb in München und Luzern. Bei den Heim-Weltmeisterschaften auf dem Lake Karapiro, etwa 150 Kilometer von Auckland entfernt, gewannen sie den Titel mit über drei Sekunden Vorsprung auf die Britinnen Helen Glover und Heather Stanning. In der Weltcupsaison 2011 gewannen Haigh und Scown in Hamburg, unterlagen aber in Luzern gegen die Britinnen. Bei den Ruder-Weltmeisterschaften 2011 in Bled kam es zwischen dem britischen und dem neuseeländischen Zweier zu einer sehr knappen Entscheidung, die Haigh und Scown mit acht Hundertstelsekunden für sich entschieden. Im Jahr darauf belegten Haigh und Scown bei der Olympischen Regatta 2012 den dritten Platz hinter dem britischen und dem australischen Boot. Im Dezember 2012 beendete sie ihre aktive Karriere als Sportlerin.
Im Jahr 2013 heiratete Haigh den neuseeländischen Ruderer und Olympiasieger im Einer Mahé Drysdale. Das Paar hat eine im Jahr 2014 geborene Tochter und wohnt in Cambridge auf der Nordinsel Neuseelands.